# Panyidaróc
Panyidaróc (szlovákul: Panické Dravce) község Szlovákiában, a Besztercebányai kerületben, a Losonci járásban.

## Fekvése
Losonctól 5 km-re délre fekszik.

## Élővilága

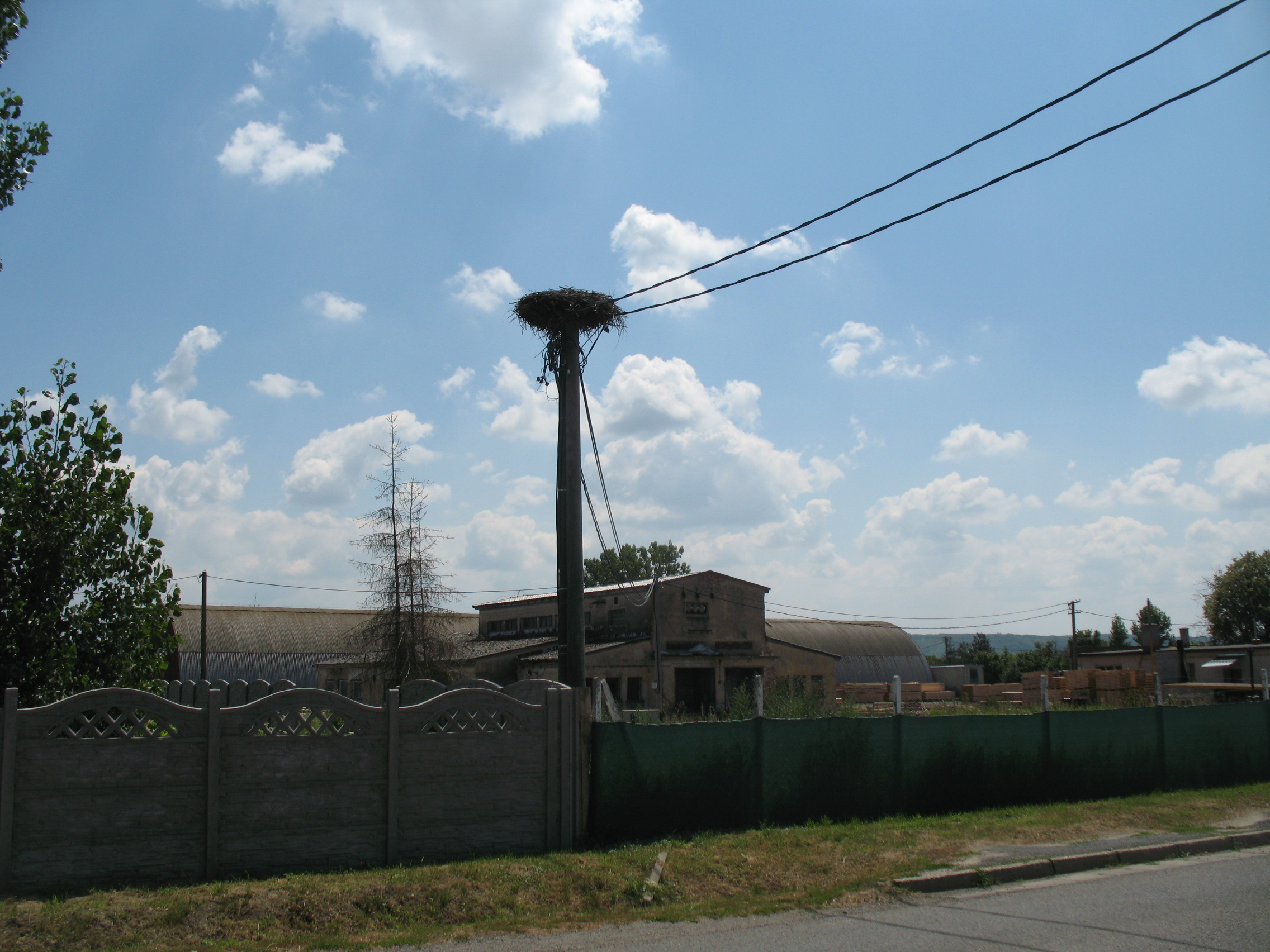
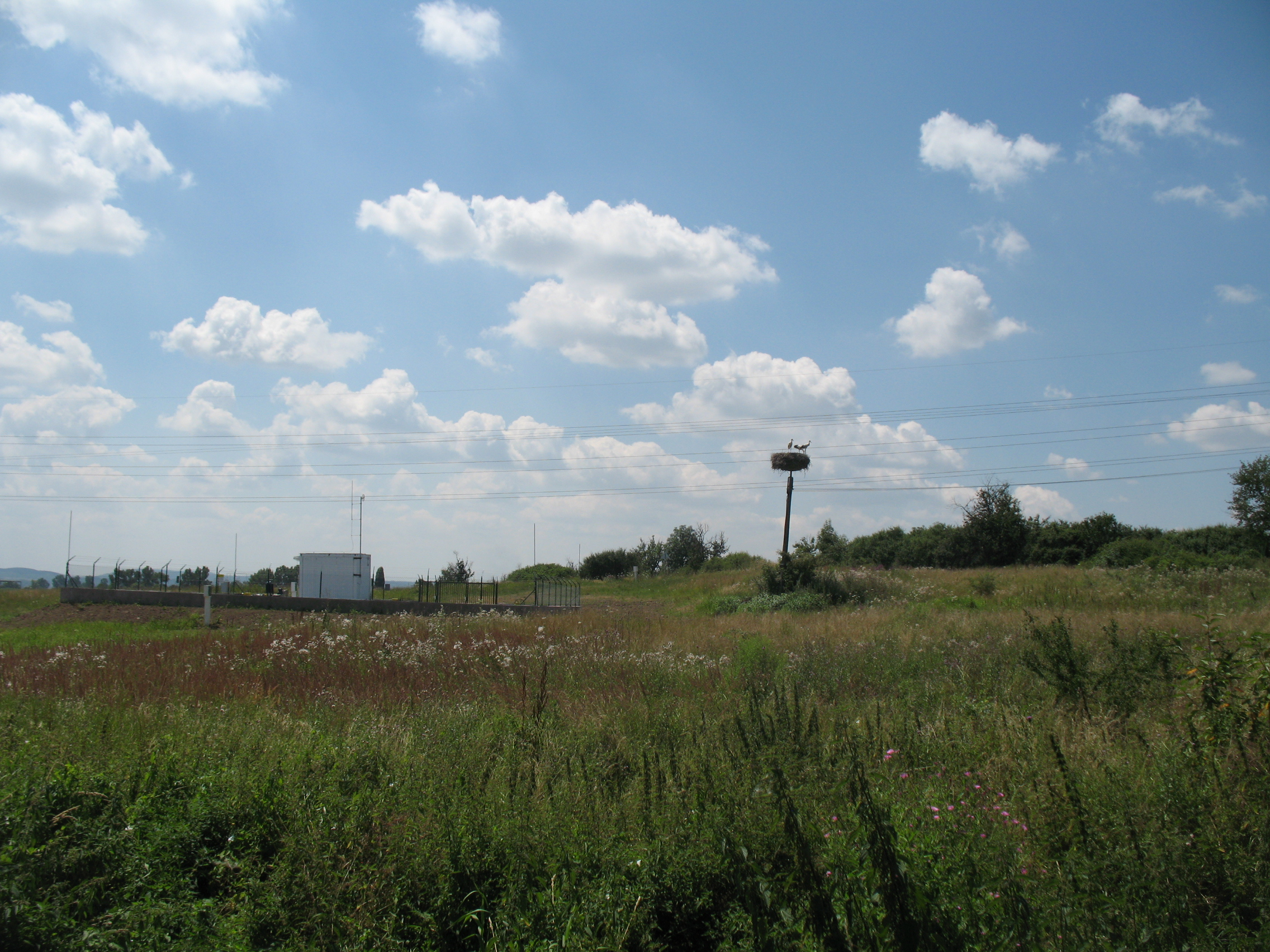
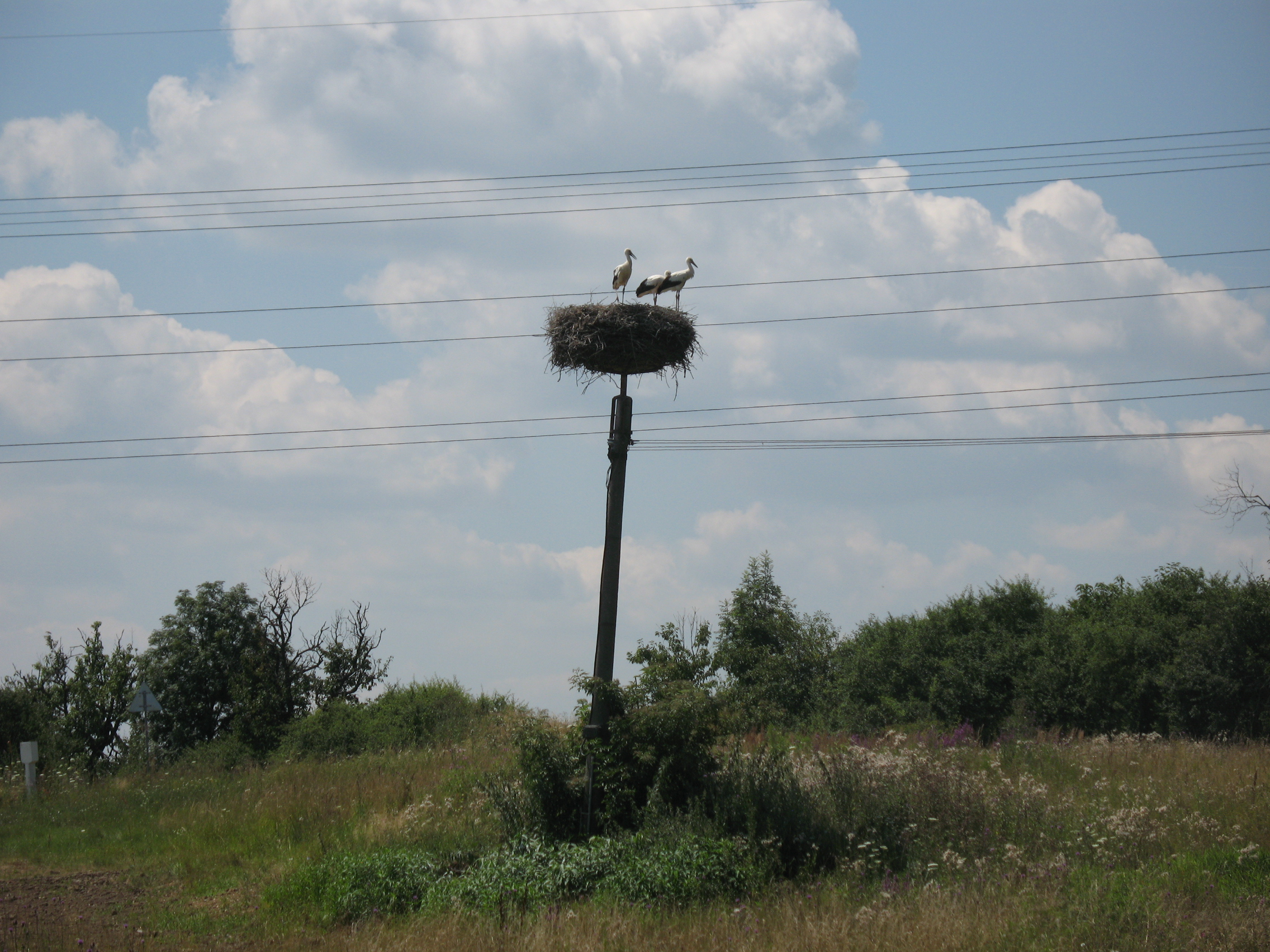

A faluban két gólyafészket tartanak nyilván, a Losonc felé vezető út rappi elágazásánál 3 fiókát számoltak össze.

## Története
A mai község területén a történelem előtti időkben, a késői bronzkor idején a pilinyi kultúra települése állt.
A mai település valószínűleg a 13. században keletkezett, első írásos említése "Pani Darocz" néven 1573-ból származik. Több nemesi család osztozott birtokán, közülük a legjelentősebbek a Daróczy és Madách családok voltak. A 17. század elején elpusztult, 1680 körül telepítették újra. A 18. század elejétől fejlődött ismét a település. 1828-ban 77 házában 706 lakos élt, lakói főként mezőgazdasággal és szőlőtermesztéssel foglalkoztak. A kapitalizmus kialakulása után a Básthy családnak volt itt nagybirtoka.
Vályi András szerint „Panyi Darócz. Magyar, és tót falu Nógrád Vármegyében, földes Urai külömbféle Urak, lakosai katolikusok, fekszik Vilykének szomszédságában, mellynek filiája, Losontztól három fertály mértföldnyire, határja meglehetős termékenységű, tulajdonságaira nézve hasonlít Alsó Ludányhoz, vagyonnyainak eladására jó módgya lévén, második Osztálybéli.”
Fényes Elek szerint „Panyi-Darócz, magyar falu, Nógrád vgyében, az Ipoly szép széles völgye nyugoti oldalán, a bányavárosi országutban, ut. p. Losonczhoz 3/4 mfd. Lakja 76 házban 390 kath., 30 evang., 6 zsidó. Határa 2511 h., mellyből 138 hold beltelek, 619 hold szántóföld, 452 hold rét, 226 hold legelő, 1034 hold erdő, 42 hold árkos legelő. Ebből urbériség 60 hold beltelek, 253 hold szántó, 144 hold rét, 28 hold legelő. Majorsági belsőség 78 hold, szántó 366 hold, rét 308 hold, legelő 198 hold, haszontalan 42 hold, erdő 1034 hold. Az erdő egyuttal közös legelő. A föld általában lapály, lassan emelkedő dombokkal, agyagos homokkal vegyes, néhol vadvizes; legjobban termi a tiszta buzát, zabot, veres lóherét, burgonyát. Rétjei az Ipoly mellett terülnek el, melly gyakran kiönt. Szép szarvasmarhát, de lovakat is jókat tenyészt. Van itt kath. paroch. templom, 6 urasági lakház, és egy kis patak Kohári nevü. Birtokosok: Vattay Dánielnő, Básty Sándor, Gellén Károly, Szentiványi Bogomér, Horváth Lajosnő, Okolicsányi Péter, Pongrácz Antal, Fáy József, Draskóczy Gábor, Csikány Gábor, Plachy Zsiga, Bohunka, Sztankovics, Urbányi.”
A trianoni békeszerződésig Nógrád vármegye Losonci járásához tartozott. Mezőgazdasági jellegét a háború után is megőrizte. Az első bécsi döntés után a második világháború végéig Panyidaróc is újra Magyarország része volt.

## Népessége
| Év:            | 1994. | 2004.   | 2014.   | 2024.   |
| -------------- | ----- | ------- | ------- | ------- |
| Emberek száma: | 718   | 737     | 745     | 738     |
| Eltérés:       |       | +2,64 % | +1,08 % | -0,93 % |

| Év:            | 2023. | 2024.   |
| -------------- | ----- | ------- |
| Emberek száma: | 737   | 738     |
| Eltérés:       |       | +0,13 % |

1910-ben 782, túlnyomórészt magyar anyanyelvű lakosa volt.
Az 1991-ben még magyar többségű települést 2001-ben 729 fő lakta, ebből 380 szlovák és 336 magyar.
2011-ben 743 lakosából 438 szlovák és 263 magyar volt.

## Nevezetességei

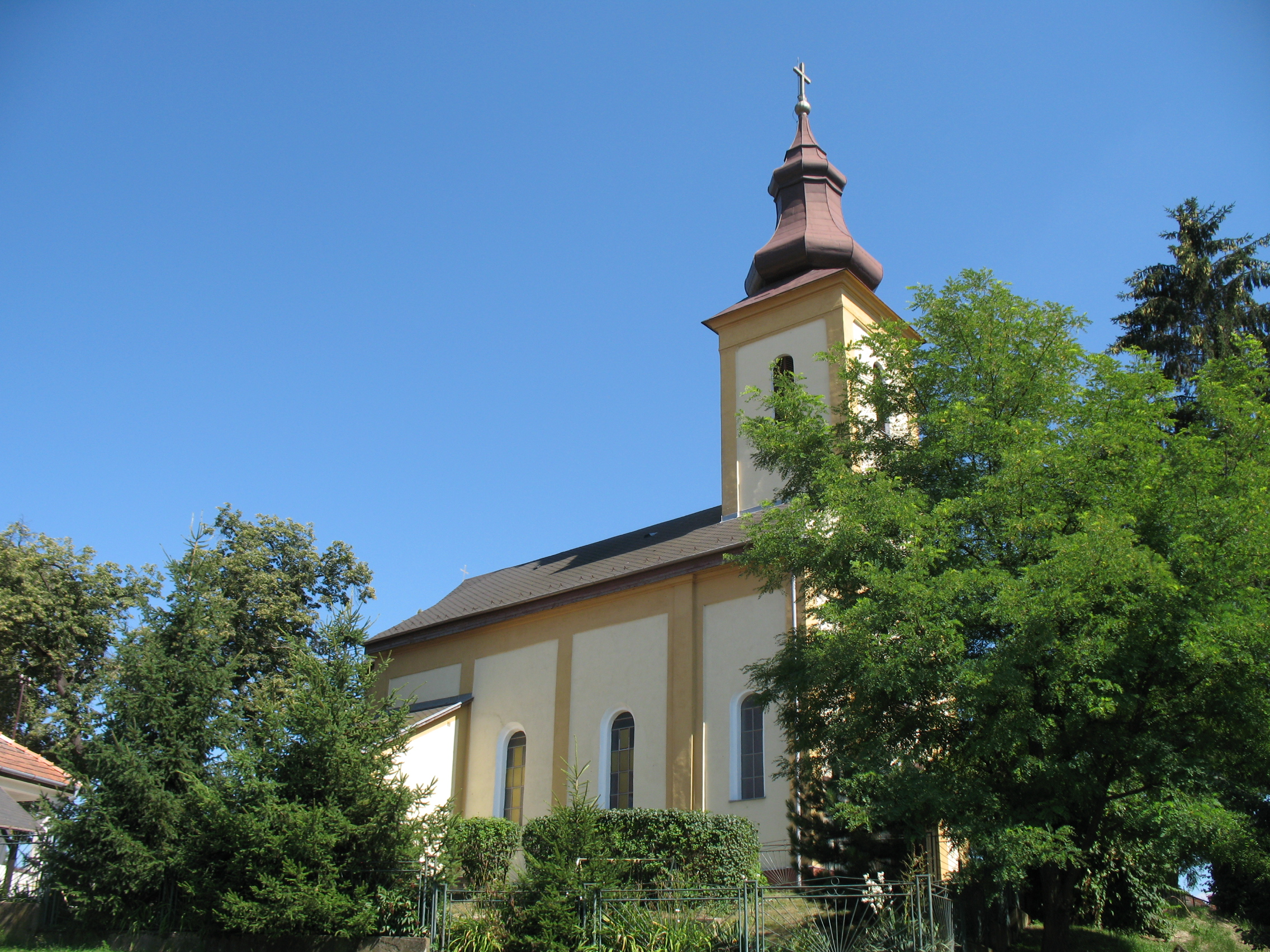
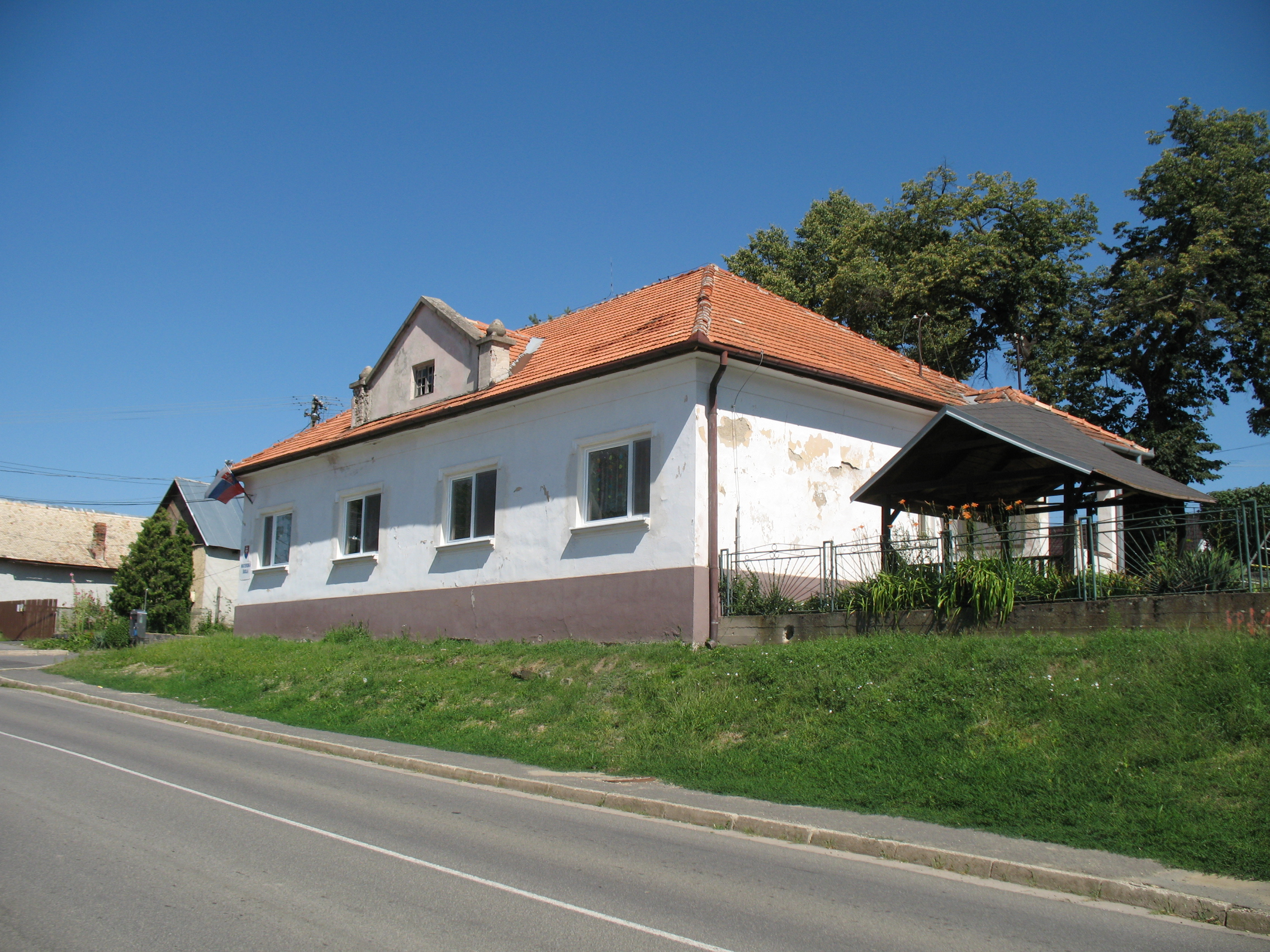
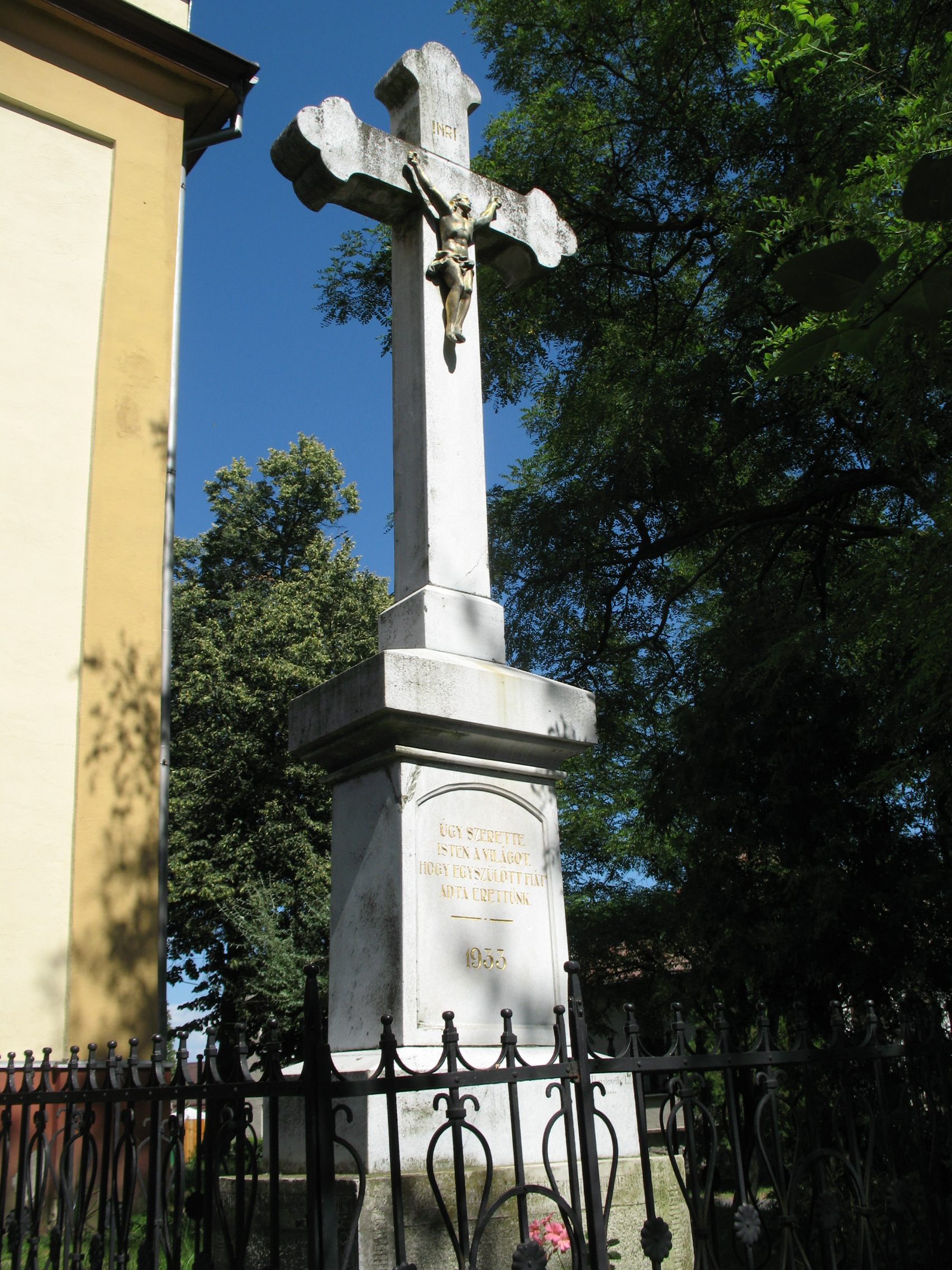

- Római katolikus temploma a 20. század elején épült historizáló stílusban.

## Külső hivatkozások
- Községinfó
- Panyidaróc Szlovákia térképén
- E-obce.sk[halott link]